# La sfera del buio
La sfera del buio (The Dark Tower IV: Wizard and Glass) è il quarto romanzo fantasy della serie La Torre Nera scritto da Stephen King pubblicato il 4 novembre 1997. Il sottotitolo di questo romanzo è Riguardo.

## Trama
Il libro inizia pochi minuti dopo la fine di Terre desolate. Dopo che Jake, Eddie, Susannah e Roland sfidano inutilmente Blaine il Mono a una gara d'indovinelli, Eddie sconfigge il computer pazzo con delle freddure (Es: cosa ci fanno 8 cani in mezzo al mare? Un canotto), giudicate dal treno insulse e completamente prive di logica, ma che, proprio grazie a questi, lo portano all'autodistruzione.
I quattro pistoleri e il bimbolo Oy sbarcano alla stazione di Topeka, che con grande sorpresa scoprono essere posizionata nel Kansas degli anni ottanta. La città è deserta, questa dimensione parallela è stata spopolata dalla stessa influenza descritta da King in L'ombra dello scorpione, soprannominata Captain Trips. Il mondo ha anche altre piccole differenze rispetto a quelli conosciuti da Eddie, Jake e Susannah; per esempio la squadra locale di baseball sono i Monarchs, e Nozz-A-La è la bibita più famosa.
Il ka-tet lascia la città attraverso l'autostrada del Kansas e, quando si accampa per la notte nei pressi di un buco dimensionale che Roland chiama "sottilità", il pistolero racconta il suo passato e il suo primo incontro con una sottilità.
All'inizio della storia-nella-storia, Roland aveva appena guadagnato le sue pistole, l'unico a memoria d'uomo a farlo a quattordici anni. Lo fece perché scoprì il consigliere di cui suo padre si fidava, il mago Marten Broadcloak, a letto con la madre, Gabrielle Deschain. Il padre di Roland, Steven, gli vietò di vendicarsi di Marten, e lo spedì verso est, lontano da Gilead, per proteggerlo. Roland si allontana accompagnato dai suoi due amici, Cuthbert Allgood e Alain Johns.
Poco dopo il suo arrivo nella lontana Baronia di Mejis, Roland si innamora di Susan Delgado, il che gli fa perdere la ragione per un po' di tempo e rischia di dividerlo per sempre dall'inseparabile amico Cuthbert. Lui e il suo ka-tet scoprono anche un complotto tra gli uomini che guidano le Baronie e John Farson, detto "il Buono", leader di una fazione ribelle, teso a rifornire di carburante macchine da guerra usando il petrolio estratto a Mejis. Dopo essere stati catturati dalle autorità con l'accusa di aver assassinato il podestà Thorin e il cancelliere Rimer della Baronia, il gruppo di pistoleri pianifica di evadere di prigione, distruggere i pozzi di petrolio e la carovana già partita per la prima consegna. La battaglia si svolge a Eyebolt Canyon, dove le truppe di Farson sono distrutte guidandole attraverso la sottilità.
Il Ka-tet riesce anche a impossessarsi di una magica sfera, in possesso della strega della Baronia, che fa parte dell'Iride del Mago (la Sfera del Buio) di colore rosa. Quando la sfera mette Roland di fronte alla scelta tra il salvataggio di Susan e la ricerca della Torre Nera, sceglie la Torre. La sfera gli mostra una visione del futuro, compresa la morte di Susan (arsa sul rogo per aver cospirato con Roland). La visione proposta dalla sfera lo mette sotto shock, stato da cui alla fine si riprende. La sfera non ha però finito, continua regolarmente a tormentarlo con altre visioni di scene accadute in passato e che hanno guidato il destino suo e di Susan. E questa è la natura della Sfera del Buio.
La mattina successiva, il nuovo ka-tet di Roland arriva a una stranamente familiare "Città di smeraldo". Il parallelo con Il mago di Oz continua all'interno, dove il mago si scopre essere Marten Broadcloak, conosciuto anche come Randall Flagg, che scappa. In questo luogo lascia la sfera rosa, che mostra il ka-tet nel giorno in cui Roland uccise per sbaglio la madre. Roland, come è ripetuto più volte, tende a essere una maledizione per gli amici e le persone che ama. Inoltre, quando gli è offerta la scelta, Eddie, Susannah e Jake rifiutano di ritirarsi dalla ricerca; e, mentre il libro si chiude, il ka-tet si incammina di nuovo verso la Torre Nera, lungo il Sentiero del Vettore.

## Le Sfere del Buio
Le Sfere del Buio vengono introdotte in La Sfera del Buio e questo è quello che si sa di loro. Esistono 13 sfere, accoppiate ai dodici Guardiani più la tredicesima per la Torre Nera. Il padre di Roland le associa agli archi dell'arcobaleno. Gli archi vengono raggruppati per colore in due momenti, il primo è quando Roland parla con il padre subito prima di partire per Mejis, e il secondo quando il ka-tet si trova di fronte alla porta di vetro. L'elenco dei colori citati comprende Rosa, Nero, Blu, Verde, Arancio, Giallo e Viola. Ogni sfera è associata a un Guardiano, più la Nera, situata nel mezzo dell'arcobaleno, accoppiata con la Torre Nera. La sfera Verde, secondo quanto dice Steven Deschain, si trova a Lud. L'Arancio fu vista l'ultima volta a Dis, e la Blu fu presa da un gruppo di Lenti Mutanti; in ogni modo la persero 63 anni prima rispetto al nostro primo incontro con Roland, sulle tracce dell'uomo in nero.
La sfera nera, conosciuta come la 'Tredici Nera', viene trovata dal ka-tet di Roland in I lupi del Calla. Mia la userà per fuggire nella New York del 1999, dove prevede di partorire. Jake e Pere Callahan la inseguono e recuperano la sfera, quindi la chiudono in una cassetta di sicurezza sotto al World Trade Center. Non viene più menzionata nel seguito della serie, lasciando intendere che è andata distrutta nel disastro dell'11 settembre 2001.

## Opere derivate
Nel 2007 la Marvel comics creò una miniserie a fumetti intitolata La Torre Nera - La nascita del pistolero. Il fumetto è ispirato alla serie di flashback che avvengono ne La sfera del buio.

## Edizioni
- Stephen King, La sfera del buio, traduzione di Tullio Dobner, Sperling & Kupfer, 1998, p. 672
- Stephen King, La sfera del buio, traduzione di Tullio Dobner, Sperling & Kupfer, 2003,  p. 654, ISBN 88-8274-591-0.
- Stephen King, La sfera del buio, traduzione di Tullio Dobner, Sperling & Kupfer, 2015,  p. 659, ISBN 978-88-6836-269-0.
- Stephen King, La sfera del buio, traduzione di Tullio Dobner, Sperling & Kupfer, 2017,  p. 670, ISBN 9788868363697.